# 에바 비시니에프스카
에바 비시니에프스카(Ewa Maria Wiśniewska, 1942년 4월 25일 ~ )는 폴란드의 배우이다.